# 强羌水越来

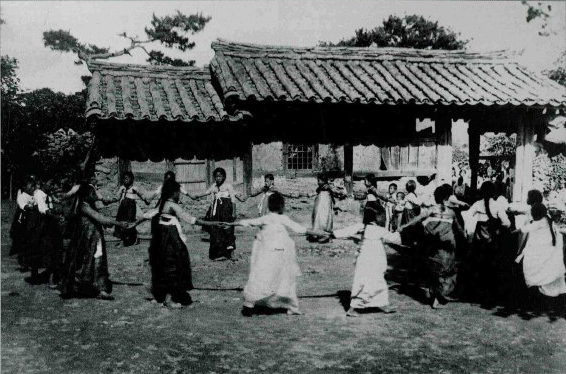
强羌水越来 1891-1930年

强羌水越来（又称姜降戌來）是韩国全罗南道的一种民俗歌舞，韩国第8号重要文化遗产:1450-1452，2009年被列为联合国教科文组织的世界非物质文化遗产。每逢农历八月十五秋夕，韩国南海地区的妇女就身着朝鮮服，迎着圆月，手拉手形成一个圆圈，一边唱强羌水越来歌谣，一边跳“圆舞”:921-923。强羌水越来表演的时候，由一人领唱，其他人一边跳“圆舞”，一边以“强羌水越来”迎合（合唱）。歌谣的节奏一般是由慢变快，舞蹈也随着歌谣的节奏而变化:1450-1452。 
“强羌水越来”的含义不定，有“强寇越海来袭”，“要做好边防警戒”等多种说法:921-923。据说朝鲜將軍李舜臣在壬辰之亂时期为了迷惑敌军，曾让南海地区的朝鲜妇女扮成男人的样子在玉埋山上转圈子。敌军以为李舜臣的水军重兵埋伏，于是撤退了。胜利后，妇女们手连手唱着强羌水越来歌谣绕圈子纪念此事:1450-1452。战争结束后，强羌水越来逐渐演变成南海地区的民俗歌舞，用于节日，特别是中秋佳节的庆典。歌词内容也因情景的不同而变为以“祝福”、“丰收”、“许愿”等为主题:1450-1452。

## 歌词译文
|  | 强羌水越来！玉兔东升，强羌水越来。月光皎洁，强羌水越来。今夜大捷，强羌水越来。等他三日，我也乐意，强羌水越来。等他十天，我也欢快，强羌水越来。做好准备，整装待发，强羌水越来。跟着郎君，我将出发，强羌水越来。线不离针，我不离他，强羌水越来。远涉重洋，我也不怕，强羌水越来。 你死有我，我死有天，强羌水越来。奋勇杀贼，为了国家，强羌水越来。牺牲之后，遗体花发，强羌水越来。千年千年，四千年啦，强羌水越来。祖祖辈辈，在此长大，强羌水越来。万年万年，四万年啦，强羌水越来。祖祖辈辈，守卫国家，强羌水越来。父母妻子，梦中相见，强羌水越来。长生不老，永远康健，强羌水越来。今夜杀贼，明归家园，强羌水越来。:921-923 |